# Prochiloneurus taurus
Prochiloneurus taurus är en stekelart som först beskrevs av Girault 1923.  Prochiloneurus taurus ingår i släktet Prochiloneurus och familjen sköldlussteklar. Inga underarter finns listade i Catalogue of Life.